# Lo azul del cielo
Lo azul del cielo es una película dramática colombiana de 2013 dirigida, escrita y producida por Juan Alfredo Uribe. Estrenada el 18 de enero de 2013, contó con las actuaciones de Aldemar Correa, María Gaviria, John Alex Toro, Noelle Schonwald y Ana María Sánchez. Participó en importantes eventos a nivel internacional como los festivales de cine de Santa Bárbara, Montreal, Rhode Island, Satiago de Chile y Los Ángeles, entre otros.

## Sinopsis
Camilo es un joven que regresa del servicio militar y no tiene claro cómo continuar con su vida en sociedad. En las calles conoce a alguien que le ofrece un trabajo riesgoso e ilegal: cuidar a un anciano secuestrado. Camilo, al no tener mucho más que hacer, accede y al final se convierte en una especie de confidente del anciano. Para colmo, termina enamorándose de Sol, la hija de su custodiado.

## Reparto
- Aldemar Correa es Camilo.
- María Gaviria es Sol.
- Noelle Schonwald es Victoria.
- John Alex Toro es Berri.
- Ana María Sánchez es Marta.
- Ruth Gabriel es Mari.
- Carlos Arango es Don Vicente.